# Jaclyn Sawicki
Jaclyn Katrina Demis Sawicki (* 14. November 1992 in Coquitlam, British Columbia) ist eine in Kanada geborene philippinische Fußballspielerin.

## Karriere

### Vereine
Nachdem sie in ihrer Jugend beim Coquitlam Metro-Ford SC und später in der Academy der Vancouver Whitecaps aktiv gewesen war, spielte sie in ihrer College-Zeit von 2010 bis 2015 für die Victoria Vikes. Während dieser Zeit war sie noch bei den Whitecaps, wie auch bei den Victoria Highlanders gelegentlich aktiv. Ihre erste Station danach war im Jahr 2017 in Japan bei Chifure AS Elfen Saitama. Nach der Saison, in welcher sie nur einen einzigen Einsatz absolvierte, verließ sie den Klub aber wieder und schloss sich in Schweden dem Assi IF in der Elitettan an. Hier war sie dann über den weiteren Verlauf der Saison 2018 und die komplette Saison 2019 aktiv.
Im August 2022 schloss sie sich in Australien der neu gegründeten A-League-Mannschaft Western United an, wo sie zum Saisonstart auch die Rolle des Kapitäns erhielt.

### Nationalmannschaft
Bereits am 17. September 2011 wurde sie in der 90. Minute bei einem 1:1-Freundschaftsspiel gegen die USA für die kanadische A-Nationalmannschaft eingesetzt. Danach nahm sie mit der U20 auch noch an der CONCACAF-Meisterschaft 2012 und der Weltmeisterschaft 2012 teil.
Nach gut zehn Jahren ohne weiteren Einsatz war sie Teil eines langen Trainingslagers der philippinischen A-Nationalmannschaft, welche sich auf die Südostasienspiele 2021 vorbereitete. Ihr Debüt für die Mannschaft gab sie dann bei einem 5:0-Sieg über Tonga im April 2022. Anschließend war sie dann auch noch Teil der Mannschaft beim Pinatar Cup 2023.
Am 9. Juli 2023 wurde sie dann für den Kader bei der Weltmeisterschaft 2023 nominiert.